# Tarnowskie Młyny
Tarnowskie Młyny – osada leśna w Polsce położona w województwie lubuskim, w powiecie nowosolskim, w gminie Siedlisko.
Leśniczówka w osadzie nazwana jest Ustronie lub Różanówka.
W latach 1975–1998 miejscowość należała administracyjnie do województwa zielonogórskiego.